# すかいらーく
1. ハンバーグ ガスト
2. ごはんや八福
3. デリカ八福
4. ほたる苑

すかいらーくグループ（英: SKYLARK GROUP）は、「ガスト」「バーミヤン」「ジョナサン」などのファミリーレストランチェーンを運営する日本の外食チェーン企業。また、東京都武蔵野市に本社を置く株式会社すかいらーくホールディングス（英: SKYLARK HOLDINGS CO., LTD.）は、すかいらーくグループを統括する純粋持株会社、株式会社すかいらーくレストランツ（英: SKYLARK RESTAURANTS CO.,LTD.）は、国内におけるファミリーレストラン事業を担うすかいらーくホールディングスの子会社。

## 概要
洋食ファミリーレストラン「ガスト」および「ジョナサン」 、和食チェーン「藍屋」「夢庵」「しゃぶ葉」中華料理チェーン「バーミヤン」などを飲食業態を幅広く経営する。2000年代ごろから他のレストラン企業やフードビジネス企業のM&Aを実施し、スケールメリットを生かした経営戦略を行っている。すかいらーくグループの運営・傘下の総店舗数は、2024年10月末時点で3,049店舗。

## 沿革

### 食品スーパーとして創業
1962年、東京都北多摩郡保谷町（現在の西東京市）のひばりが丘団地に、横川端・茅野亮・横川竟（きわむ）・横川紀夫の横川家（横川4兄弟）が、食料品を取り扱うスーパーとして「ことぶき食品」を創業。場所が悪いとされ「誰がやっても潰れる店」と週刊誌で取り上げられていたが、実際に交通量調査をして商機があると判断し開店した。
まだ「コンビニエンスストア」という言葉もなかった時代に「食品の便利屋」として、核家族主体の団地住民に合わせ食品を小分け販売するなど、「ことぶき食品」は地域に根ざしたスーパーとして支持を得ることに成功した。清瀬に4号店、国分寺に6号店を出店し、店舗も1店ずつ増え経営は軌道に乗り掛け、兄弟4人で「日本一のスーパーになれるのではないか」と話したこともあった。
しかし、当時の高度経済成長期には大駐車場を完備した大型店舗の総合スーパー（GMS）の進出が各地で進み、国分寺駅前に西友が進出したことで「ことぶき食品」の経営を直撃。「西友には勝てない」と判断してスーパー廃業を決めた。
他業態への転換を模索する中で、当時の日本の外食産業のレベルの低さを感じ「食の分野で日本一になることが兄弟4人の夢」と考えて外食産業への参入を決めた。経営研究団体ペガサスクラブのアメリカ視察に参加し、ビッグボーイやデニーズを見学した。兄弟4人でファミリーレストランかファストフードか意見が割れ、マクドナルドの日本への導入も検討したが、ライセンス契約に3億円かかると言われて断念。ファミリーレストランに落ち着いた。
アメリカでは既にモータリゼーションが進み、郊外型のレストランが繁盛している点に着目。日本でもマイカーブームが急速に進み始めているところに商機を見出し、マイカーで移動するファミリー客をターゲットとしたレストランが考案された。

### すかいらーく開店

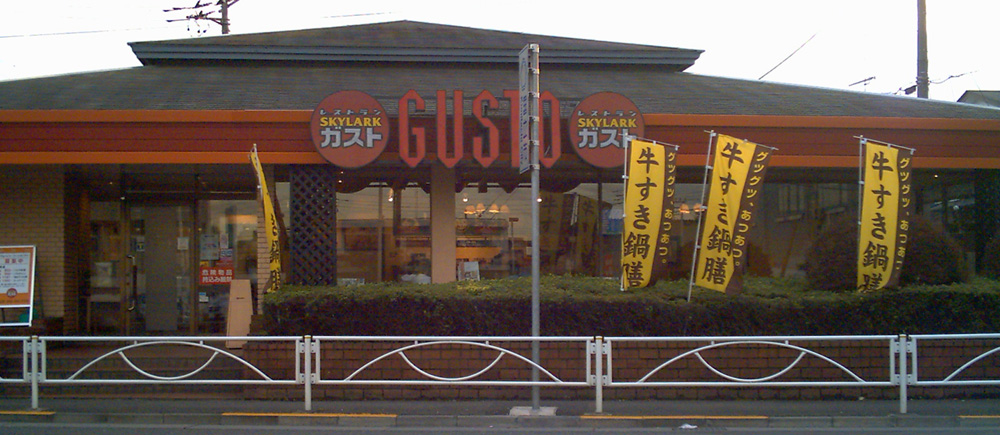
1号店 ガスト国立店（画像の建物は後に改築された）

大手銀行からの融資は受けられなかったため、田無農業協同組合（現・東京みらい農業協同組合）から融資を受け、新興住宅地として開発が進んでいた東京都府中市の甲州街道（国道20号）下り側沿いに土地を購入。
1970年7月7日、日本における郊外型ファミリーレストランの先駆けとなるスカイラーク1号店である国立店を開業した。開店当時の店舗外観は、大きな三角屋根に天井まで張られたガラス窓といったアメリカンなものだった。店舗名は「国立店」だが、所在地は府中市西府町5丁目であり、店の近隣に国立市の市境がある。同店は「ガスト国立店」として長年営業していたが、2024年1月8日に閉店した。
社名および店名には、ことぶき食品創業地の「ひばりが丘団地」と、1号店の所在地である府中市の鳥がヒバリであることにちなみ、ヒバリの英語名"skylark"が採用された。創業時は「スカイラーク」とカタカナ表記で、イメージが堅いことと、車のスカイラインに似ているという理由からのちに平仮名表記に変更された。
オープン当時のメニューには、洋風レストランの一番人気であるハンバーグを発展させた「ハンバーグ&エビフライ」「ハンバーグ&カキフライ」などがあった。同じ皿に盛り付けて登場したハンバーグ&エビフライは当時のレストラン業界では前代未聞で初めてとなったが、利用客からの評判は良好だった。「ハンバーグメニュー」では当時の競合レストランが実施していた加熱した鉄板で提供する工程を廃止し、普通のミート皿で盛り付けを行った。
すかいらーくは多摩地域で店舗を増やし、本部があり初期にセントラルキッチンの機能を果たしていた国分寺店のほか、小金井店、武蔵野店も出店した。三鷹店が地元の暴走族のたまり場となり、暴走族のリーダーだった調布の八百屋の息子と創業者が直談判したこともあった。1号店出店前から「三多摩30店計画」として本部のある国分寺から放射状に幹線道路沿いに出店する計画を立て、1970年は「甲州街道作戦」、1971年は「青梅街道作戦」、1972年は「五日市街道作戦」という立地戦略だったが、当時の五日市街道は道路の流れが良くなかったためうまくいかなかったという。

### すかいらーくグループ成長期
横川4兄弟が外食産業への参入を決めた契機として、アメリカ視察などを通じて「日本の外食産業のレベルが低い」と感じた背景について、横川竟は「おいしい店に行けば値段が高い、安い店はまずくて汚くろくに挨拶もしないようなところばかり。我々は、きれいできちんと挨拶もして高いものは売らない店にすることを目指しました。きれいで良いサービスで速いということです」と語っている。実際には専門のシェフもいなかったため、三井グループの会員制クラブ三井倶楽部のシェフだった番場善勝に指導を仰ぐことになった。番場は後にすかいらーくに招かれ、常務となっている。

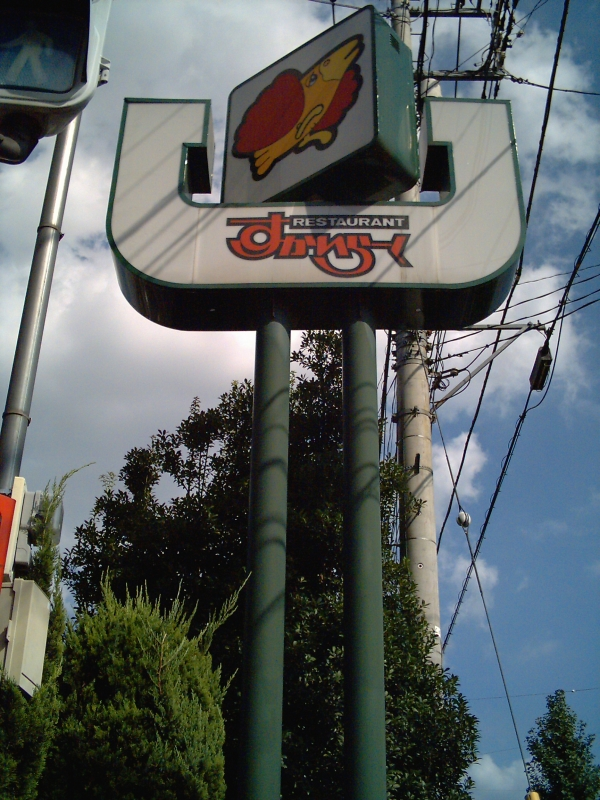
すかいらーく・ポールサイン看板

ファミリーレストランとしてのオペレーションの基礎が固まり、このビジネスモデルを生かした多店舗化を検討するが、当時の新興企業すかいらーくが地元の取引銀行から融資を得る事は容易でなく、土地を所有するオーナーと長期にリース契約を結びオーナー側が店舗建築費を負担、すかいらーく側が通常の土地リース代と店舗の使用料を含む割増の家賃を支払うリースバックシステムを開発する。この試みも実際には容易でなかったが、すかいらーく店舗へ土地オーナーを招待し、繁盛している様子を実際に見せて契約を取り付けるなどの努力を重ねた。
1974年には、埼玉県・神奈川県・千葉県に各30店舗を出店する「首都圏100店構想」を発表。1976年に埼玉県東松山市にセントラルキッチンを作る前には「関東300店構想」を掲げた。
1981年、ファミリーレストランの大規模チェーン初のPOSシステムを日通工と共同開発し全店で導入した。これにより、既存の手書き伝票による利用客からのオーダー受けが客席におけるハンディーターミナルのボタン入力で完了し、メニューの販売履歴の管理、在庫管理・発注がシステム化され、効率的な店舗運営が可能になった。このシステム化の成功により、少人数での対応によるローコストオペレーションへの改革と多店舗化に弾みが付くこととなった。
1980年代半ば、それまでのチェーンレストランには無かった斬新な和食メニュー「麦とろご飯膳」を発表した。世の中のヘルシー嗜好などに即したとろろを取り入れたため、ファミリー層を中心に売れ筋メニューとなった。以後、すかいらーくは和食メニュー開発に積極的に取り組み、「きのこ雑炊」「チキンもろみステーキ」「まぐろ丼」など、自社のセントラルキッチンをフル活用したヒット商品を作り出した。
時代の変化や消費者ニーズの多様化に応え、1980年4月にコーヒーショップ「ジョナサン」1号店（練馬高松店）をオープン。1982年にはアーリーアメリカン調のカジュアルレストラン「イエスタデイ」など斬新なコンセプトのレストランを開店させた。イエスタデイはチェーン展開されたものの、現在はすべて閉店またはガストなどに転換している。
1986年4月には中華料理「バーミヤン」1号店（鶴川店）をオープン。その後も和食レストラン「藍屋」「夢庵」など新業態を開発し、レストラン業界のリーディングカンパニーとして成長を続けた。1993年、すかいらーくグループは外食産業のうちテーブルサービスレストランとして初の1,000店舗出店を達成した。

### ガストへの大規模転換

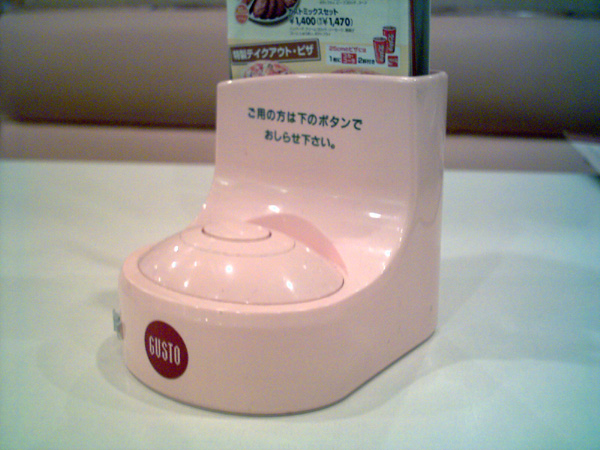
呼び出しベル

1992年、バブル崩壊後当時の低迷を打開すべく、当初は高級路線の実験店舗ブランドだった「ガスト」を、低価格の新業態として東京都小平市に1号店を開店した。この1号店はのちに閉店し、隣に新しくバーミヤン小平仲町店が建てられている。
「ガスト」の店名は、スペイン語・イタリア語で「味」を意味する"gusto"（グスト）を英語読みしたものである。
ホールでは当時としては珍しいセルフサービスのドリンクバーやワイヤレス型呼び出しベルの導入。キッチンではスーパーキッチンなどで実験中だったコンベアオーブンを導入した。価格や性能などの問題で日本製ではなく、米国のリンカーン社製のものを採用した。その他、料理の出し方の変更、各ポジションなどのプリンターによる作業開始などの工夫により、より少ない従業員での運営を可能にし、すかいらーくで懸案となっていた高騰する人件費率を抑えるなどして低価格を実現した。店員の服装はジーンズにポロシャツ、缶バッジ、スニーカーというカジュアルなスタイルとなった。

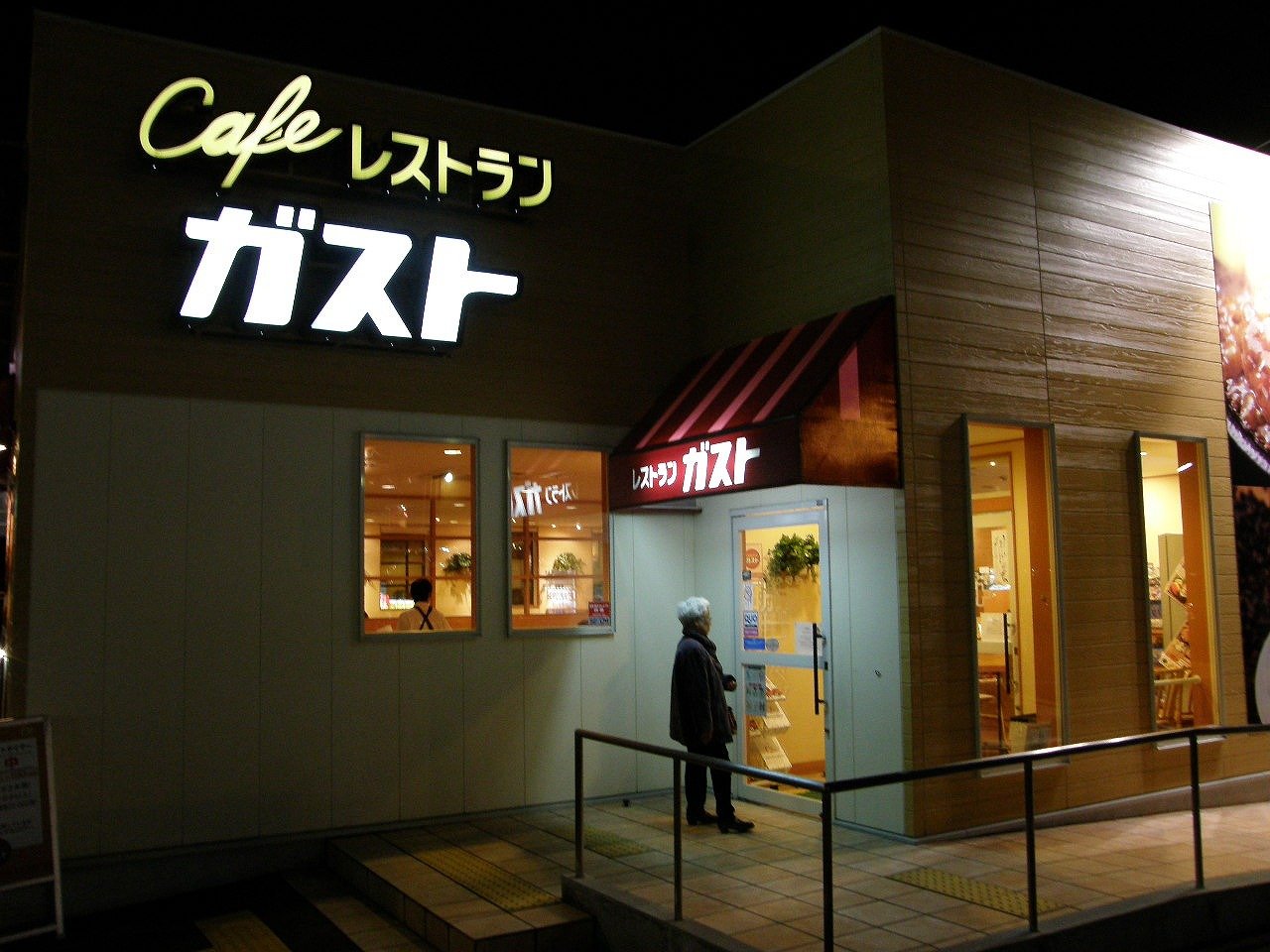
近年のガストの外装（「Café レストラン」となっていることが多い。現在、ガストのロゴは写真から変更されている。）

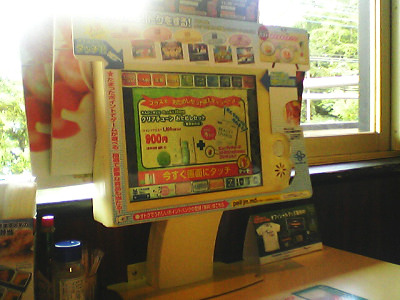
ガストに設置されていたプラスe端末

1993年には、当時720店あった「すかいらーく」のうち420店舗を約1年でガストに転換。「おいしい料理を、ポピュラープライスで、自宅のダイニング感覚でお食事を」をコンセプトに、客単価を大幅に下げたために1993年ごろには業界で「ガスト化」「ガスト現象」など呼ばれるブームを巻き起こした。
しかし、セルフサービスの導入などの効率化は客席放置につながり、メニューが飽きられ客層も悪化し、1994年ごろには早くも業績が落ち込んだ。これに対し、当初より過剰なセルフ化などサービスのレベルダウンには反対していた当時の社長茅野亮は大いに危機感を抱き、「ブラッシュアップキャンペーン」としてサービスや調理の基本を見直し、価格も都市型・地方型と分けていった。
1998年には「ガストビジョン」と呼ぶ42インチプラズマディスプレイを設置し、衛星放送などを放映した。これは2007年に運用終了した。
2001年1月25日には駐車場設備機器の販売・保守を行う株式会社ジェイ・シー・エムが手掛けるマルチメディア端末「プラスe」を東京都武蔵野市のガスト関前店に試験導入、2002年4月までにガスト全店舗に導入した。これは2005年に運用終了している。
2001年12月12日、沖縄県那覇市に那覇新都心店をオープン（2021年9月20日閉店）。単一ブランドのファミリーレストランチェーンとしては初となる全都道府県出店を達成した。
2003年11月30日、八王子寺町店をオープン。単一ブランドのファミリーレストランチェーンとしては初となる1000店舗を達成した。

### すかいらーくグループ事業改革
2006年6月に、創業家である横川家を中心としたマネジメント・バイアウト（MBO）を行い、非上場化することを発表。バブル期の無駄な投資や創業者兄弟の様々な個人事業なども原因となり、それを乗り切るためのMBOだった。MBOを発表した会長の横川竟は、MBO後5年目の決算で再上場する考えだった。総費用が2700億円を超え、日本最大規模のMBOとなった。MBOを行う理由は「外食産業の市場が縮小する一方で競争が激化しており、すかいらーくの業績も悪化していることから、店舗の統廃合、新しい業態の創造など抜本的な事業再構築をする必要があること、そのために短期的に利益を圧迫するなど5万人を超える株主の要望に応えることができないおそれがあるため」としていた。
MBOは、まず野村ホールディングス株式会社の完全子会社である野村プリンシパル・ファイナンス株式会社の子会社であるSNCインベストメント株式会社が、2006年6月9日から7月10日の32日間にわたり株式公開買い付け（TOB）を実施した。94.38%の株式の応募がありTOBは成立し、7月21日の株式引渡しでSNCインベストメントが筆頭株主となった。この後9月19日に上場廃止、10月1日に産業活力再生特別措置法（7月12日に計画認定）に基づく金銭交付による株式交換を実施、SNCインベストメントがすかいらーくを完全子会社化した。さらに創業家や従業員の出資を受けた後、2007年7月1日にSNCインベストメントがすかいらーくを吸収合併、新生すかいらーくが誕生した。
2006年12月1日、すかいらーく会長・横川竟が2007年1月1日付で社長に就任、会長職は兼務する人事を発表した。現職の社長伊東康孝はすかいらーく副会長兼バーミヤンカンパニーCOOに就任し、収益が悪化しているバーミヤンの立て直しを図るが業績回復は果たせず、翌2007年8月31日付で伊東は副会長ならびにバーミヤンカンパニーCOOを引責辞任し特別顧問に退いた。これにより、横川竟が会長兼社長兼CEOに就任しワンマン体制となる。同年10月1日付で機構改革・人事異動を行うと発表、これまでのカンパニー制度を廃し持株会社移行を中止、新設する10本部による機能別組織運営体制に移行するとともに、会長職を廃して横川竟は社長兼CEOとなった。

### 創業者の解任と「すかいらーく」店舗消滅
横川竟の再建計画は原材料価格の高騰で暗礁に乗り上げ、サントリーや伊藤忠商事からも増資の約束を取り付けたものの、SNCインベストメントが横川の解任を模索。労働組合も投資会社に同調し、横川の解任条件だった融資銀行団の同意も取り付けた。野村證券の副社長から創業者4兄弟に対し、横川竟の社長退任を求める申し入れがあったが、横川竟は「MBOの際の約束と違う」とこれを拒否した。
2008年8月12日、臨時株主総会と取締役会が開かれ、野村プリンシパル・ファイナンスとCVCキャピタルパートナーズが提案した、横川竟社長の解任と谷真常務執行役員の社長就任が決議され、横川竟は社長を解任された。創業者兄弟も同時にすかいらーくの経営から退いている。同時に鬼沢修取締役（株式会社ジョナサン社長）も本人の意向により辞任し、野村グループなど株主が主導する再建策へ移行した。
野村プリンシパル・ファイナンスは、現存の「すかいらーく」をすべて「ガスト」へ転換することを発表。2009年10月29日、最後の「すかいらーく」だった川口新郷店（埼玉県川口市）の閉店により、創業時からの主力だったブランドとしての「すかいらーく」店舗はすべて消滅した。
すかいらーくを解任された創業者の横川竟は、2013年6月1日に東京都八王子市高倉町で高倉町珈琲1号店となる八王子店を開業、翌2014年4月28日には株式会社高倉町珈琲を設立してチェーン展開している。
ガスト、バーミヤンなど3,000店舗のうち苦戦する約150店舗を「夢庵」の他、ニラックスに移管した上で「しゃぶ葉」、「むさしの森珈琲」などに転換する方針。

### 純粋持株会社化
2015年から2016年にかけて、「グループ経営を高度化させグループの競争力を高めるため」として、会社分割による持株会社体制への移行が行われた。分割準備会社として2015年9月17日に「すかいらーく分割準備株式会社」を設立。2016年1月1日付で分割準備会社が、すかいらーくのレストラン事業を吸収分割の形で承継。商号を「株式会社すかいらーくレストランツ」に変更し、すかいらーくの純粋持株会社への移行は完了した。
2018年7月1日には、持株会社すかいらーくが社名を「株式会社すかいらーくホールディングス」に変更した。

### 24時間営業の見直し
すかいらーくグループは2020年1月20日、全店での24時間営業廃止や深夜営業時間短縮などを盛り込んだ働き方改革施策を発表した。すかいらーくグループでは2020年1月から4月にかけてこの施策を実施する方針を打ち出していたが、奇しくも2020年4月に新型コロナウィルスによる政府の非常事態宣言発令に伴い、飲食店に対して営業時間短縮要請が出されたことにより、深夜時間帯の営業を取りやめる事となった。2020年7月1日からは全ての店舗が23:30までに閉店となった。その後、緊急事態宣言などの発令状況によって営業時間の短縮を行う地域も存在した。
2023年3月より、徐々に深夜営業を再開させていき、当初廃止の方針としていた24時間営業やそれに準ずる長時間営業の店舗も再開させるとしている。

### 感染対策の強化
新型コロナウイルスの感染防止と店員の作業負担を減らすため、2022年末までに約2,000店舗でプードゥ・ロボティクスの配膳ロボット「BellaBot」を導入する。主力業態「ガスト」の一部や「しゃぶ葉」全店の計約1,000店に導入する。2022年末までに「バーミヤン」などにも導入し、約2,000店舗に達する見通し。国内約3,000店の6割以上で配備する。

### すかいらーくポイント
2024年5月16日より、すかいらーくアプリで使える電子ポイントカードである。すかいらーくグループで利用が可能であり、200円ごとに1ポイントためられて、使うことも可能。すかいらーくポイント以外にも、共通ポイントの楽天ポイント・Vポイント・dポイントも利用可能である。

### キャッシュレス決済
2024年12月10日より、店舗のテーブルに置かれた卓上タブレットでクレジットカード決済が可能になった。これにより、レジに行かずに会計が可能となった。キャッシュレス決済に関しては、既にPayPayが先行して対応し、4月18日よりd払い、楽天ペイ、メルペイでも会計可能になっていた。

## 年表

### 創業 - 1990年代
- 1962年4月 - 横川端・茅野亮・横川竟（きわむ）・横川紀夫の横川4兄弟が、東京都北多摩郡保谷町（当時）ひばりが丘団地に、前身となる食料品店ことぶき食品有限会社を設立。
- 1969年7月 - 株式会社ことぶき食品に改組。
- 1970年7月 - 東京都府中市に「スカイラーク」1号店となる国立店を開店（のち平仮名表記「すかいらーく」へ改称）。
- 1974年11月 - 株式会社すかいらーくへ商号変更。
- 1982年 - 株式会社すかいらーく・イエスタディ事業部として「イエスタディ」開店（のち全店が閉店またはガストなどへ転換）。
  - 8月 - 東証二部上場。
- 1984年10月 - 東証一部上場。
- 1985年12月 - 株式会社藍屋を設立。
- 1986年4月 - 東京都町田市に、バーミヤン1号店（鶴川店）開店。
- 1992年3月 - 東京都小平市に、ガスト1号店となる小平店を開店（のち閉店、隣にバーミヤン仲町店を新築）。

### 2000年代
- 2002年11月 - 横川竟が会長を退任。
- 2003年12月 - 持株会社制への移行を発表、後に許認可の問題により時期を無期限延期。
- 2005年
  - 6月 - 創業家による株式買収（MBO）・非上場化計画を発表。
  - 9月19日 - 東証一部上場廃止。
- 2007年
  - 7月1日 - SNCインベストメント株式会社が、株式会社すかいらーくを吸収合併し、同時に株式会社すかいらーくに商号変更。
  - 10月1日付で機構改革・人事異動を行うと発表。これまでのカンパニー制度を廃し持株会社移行を中止、新設する10本部による機能別組織運営体制に移行。
- 2009年
  - 3月 - 洋食も扱う「チャイナCaféガスト」展開開始。
  - 10月29日 - 最後の「すかいらーく」店舗であった川口新郷店（埼玉県川口市）が閉店。これにより「すかいらーく」ブランドの店舗が消滅[25]。これ以降『すかいらーく』の名称は企業名にのみ残される形となった。

### 2010年代
- 2011年
  - 10月21日 - アメリカの投資ファンドであるベインキャピタルが、野村プリンシパル・ファイナンスなどから株式を取得し、買収することを発表[39]。
  - 11月30日 - ベインキャピタル傘下の株式会社BCJホールディングス6（株式会社BCJホールディングス5の完全子会社）の子会社となる。
- 2012年
  - 4月20日 - 株式会社BCJホールディングス6の完全子会社となる。
  - 6月1日 - 株式会社BCJホールディングス6が、株式会社すかいらーく（旧・SNCインベストメント株式会社）を吸収合併し、同時に「株式会社すかいらーく」に商号変更。
- 2014年
  - 7月1日 - 株式会社BCJホールディングス5が、株式会社すかいらーく（旧・株式会社BCJホールディングス6）を吸収合併し、同時に「株式会社すかいらーく」に商号変更。
  - 10月9日 - 東証一部に再上場。
- 2015年9月17日 - 会社分割による持株会社体制への移行のため、分割準備会社「すかいらーく分割準備株式会社」を設立。
- 2016年1月1日 - 分割準備会社がすかいらーくから吸収分割によりレストラン事業を承継し、営業を開始。同日付で商号を「株式会社すかいらーくレストランツ」に変更。すかいらーくは持株会社体制に移行する。
- 2017年
  - 11月22日 - ベインキャピタルが保有株式すべてを売却。
  - 10月 ‐ から揚げ専門店「から好し」1号店が開店
- 2018年7月1日 - 社名を「株式会社すかいらーくホールディングス」に変更する。

### 2020年代
- 2020年

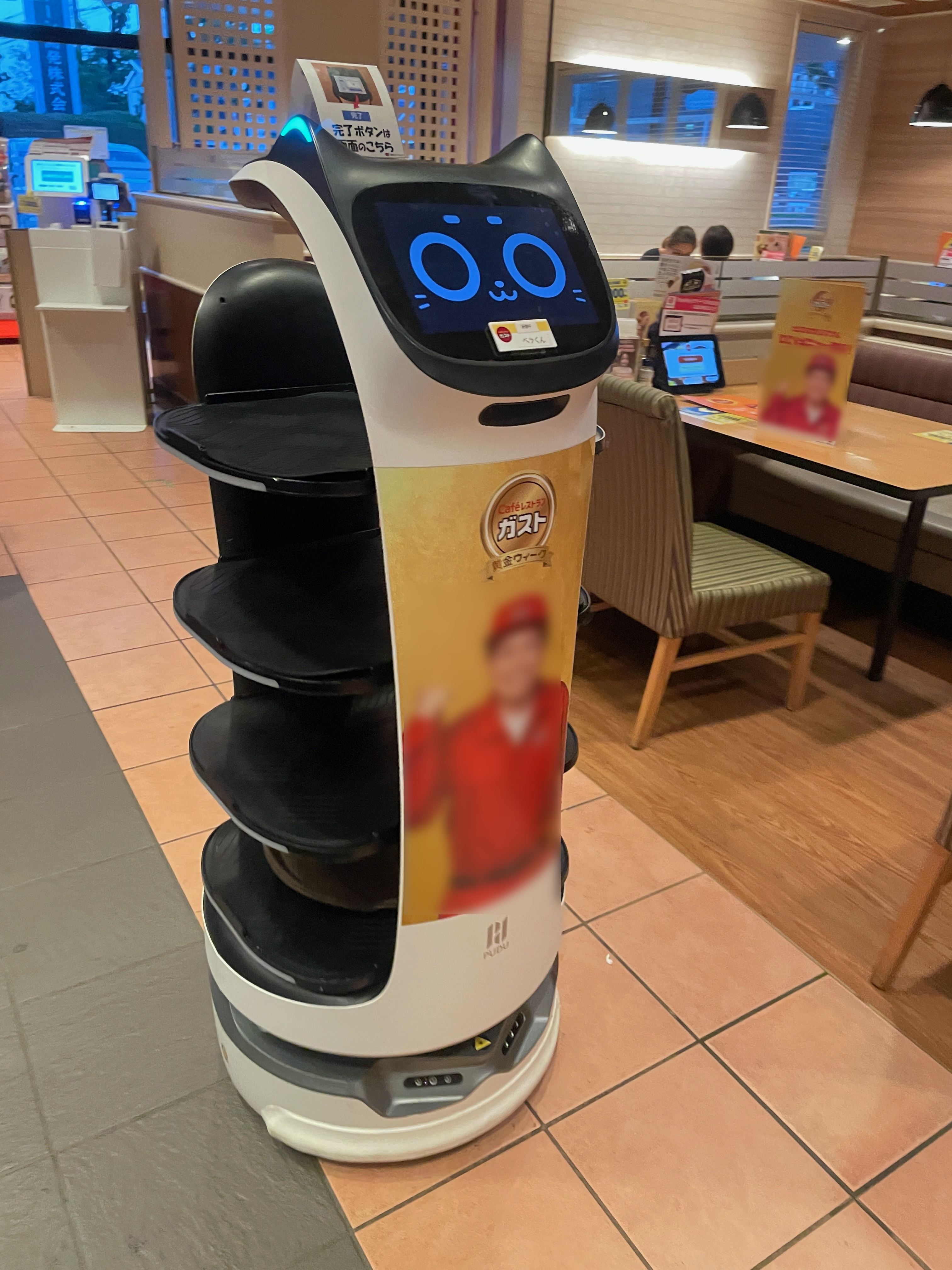
ガストでの猫型配膳ロボット「BellaBot」

  - 1月20日 - 働き方改革の一環として、24時間営業を全店廃止すると発表[31]。
  - 11月2日 - 通販事業を開始。楽天市場とAmazonにて商品を販売[40]。
- 2021年
  - 8月 - 中国の大手ロボットメーカー普渡科技が開発した猫型配膳ロボット「BellaBot(ベラボット)」を使った実証実験を開始[41]。
  - 9月29日 - シカゴに米国1号店となるしゃぶしゃぶブッフェレストラン「しゃぶ葉」をグランドオープン[42]。
- 2022年12月 - 上述の猫型配膳ロボットを全国のガスト、しゃぶ葉、バーミヤン、ジョナサン約2,100店舗に3,000台を導入したと発表[41]。
- 2023年
  - 2月1日- 新業態の飲茶TERRACE「桃菜」1号店を東京都町田市鶴川にグランドオープン（上述のバーミヤン1号店を改装）。
  - 4月27日 - 台中市に台湾1号店となる「むさしの森珈琲」をオープン[43]。

- 2024年
  - 1月8日 - すかいらーくグループの1号店「ガスト国立店」が閉店、「スカイラーク」名義での開業から通算53年6ヶ月の営業に幕を閉じる[9][44]。
  - 9月6日 - 福岡県を拠点とするうどんチェーン「資さんうどん」を運営する株式会社資さんを完全子会社化[45]。
- 2025年1月 - 初の海外M&A案件となるマレーシアのクリエイトリーズ・コンサルタンシーを買収[46][47]。
- 2026年10月 - 本社を東京都中野区の中野M-SQUAREへ移転し、武蔵野市内に分散する拠点やすかいらーくレストランツなどのグループ企業を1カ所に集約予定[48]。

## ガスト

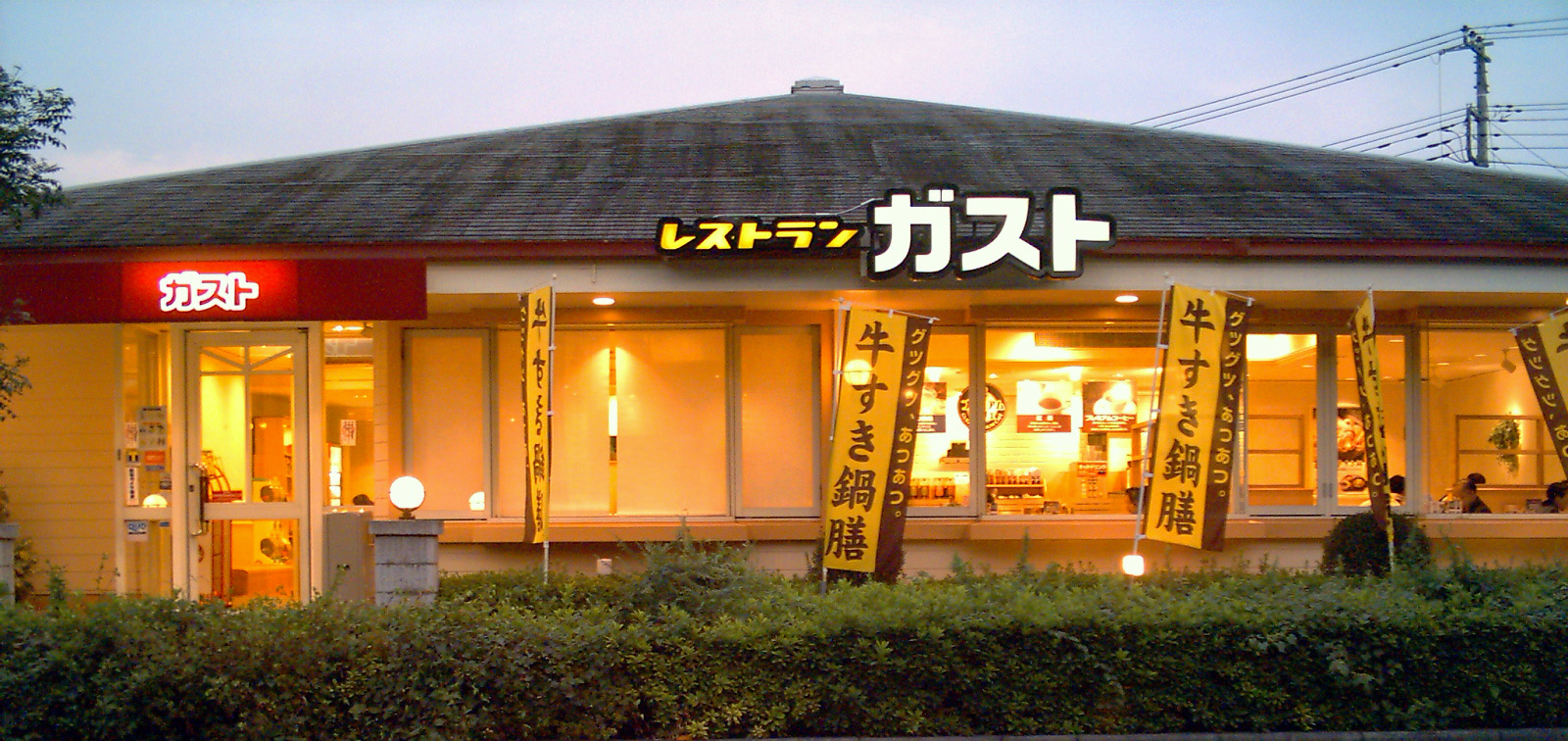
以前のスペイン語:GUSTO看板から、シンプルなレストラン・ガスト看板へリニューアル

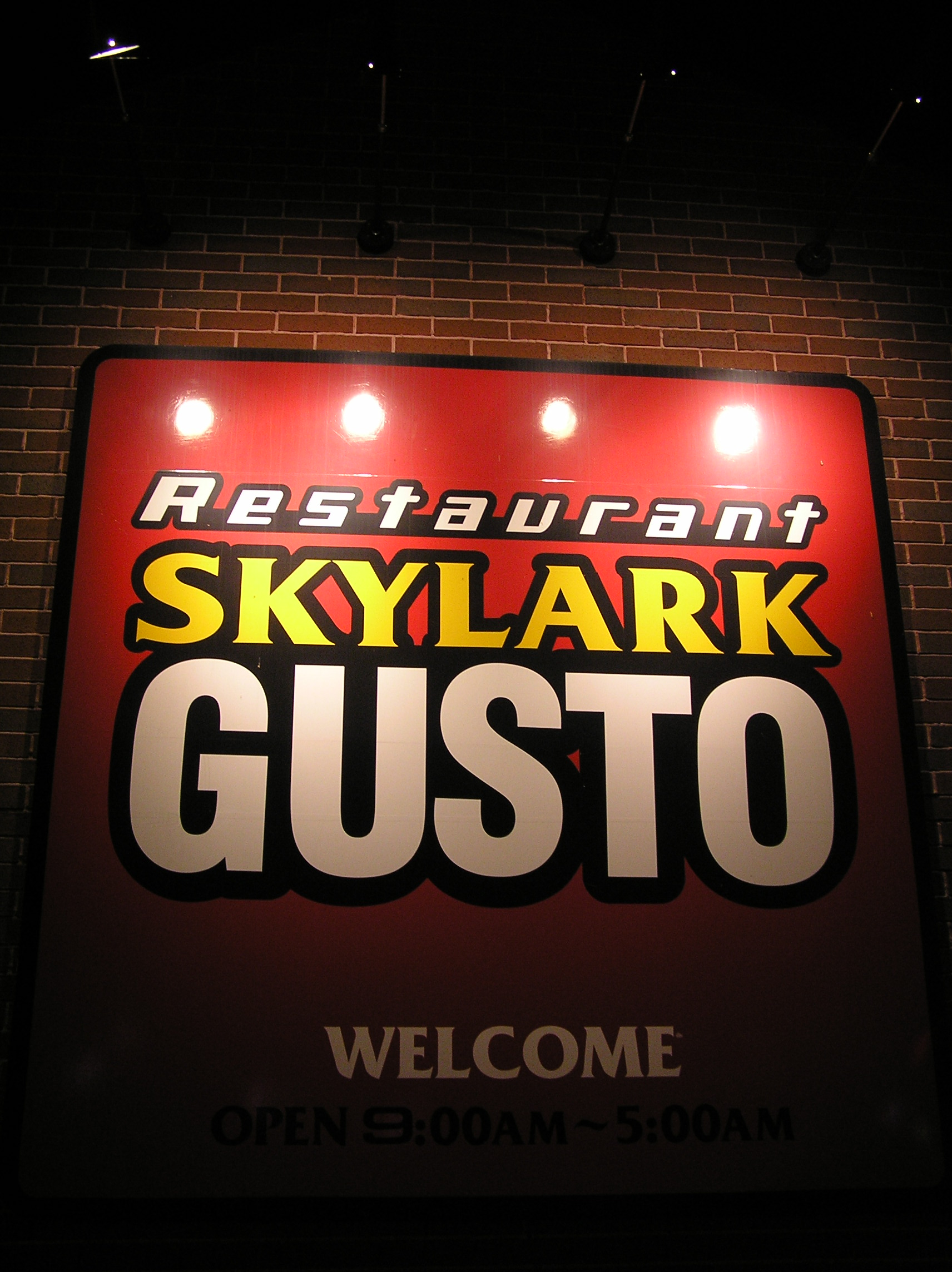
ガスト

創業期からのメニュー品目を絞り込んだ低価格路線は、一部のメニューを残して品質のグレードを上げつつ軌道修正を行い、単調なメニュー構成から往年のすかいらーく・ファミリーレストラン時代を彷彿とさせる洋風・和風メニューのラインアップの拡充が実施され、軽食もガストバーガー導入など強化された。
2005年度から従来のガストの他に、ハンバーグガスト・おはしガストといった専門店風にガスト店舗のリニューアル工事を行った。今までの原色を多用した内装を落ち着いた色調の壁紙などを使用したタイプへ変更（リゾート地域・特殊店舗を除く）、店舗看板ロゴ・ポールサインなどもシンプルなデザインへ改められ、ドリンクバー設備のリニューアルを実施。店内の客席を仕切るパーティションも新たに丈の長いタイプが導入され（一部店舗を除く）、隣席の視線を気にせず食事ができるなどの点が改善された。
2008年12月に原材料価格の高騰などからメニューを値上げし、本体価格の端数が9円となるよう設定されているものが多くなった。
一部の店舗ではモーニングビュッフェが実施されている。
- 最北端店舗:旭川旭町店（北海道旭川市）
- 最東端店舗:帯広白樺店（北海道帯広市）
- 最西端店舗:那覇天久店（沖縄県那覇市）
- 最南端店舗:沖縄佐敷店（沖縄県南城市）

### メニュー

#### 目玉焼きハンバーグ

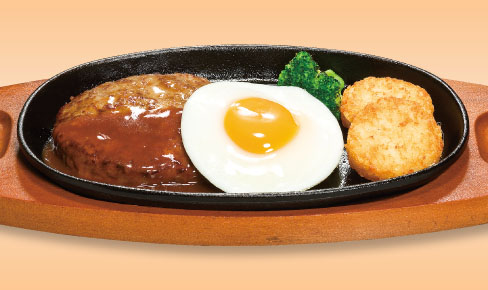
目玉焼きハンバーグ

ガスト創業期（1992年）からの人気メニューであり、ガストの代表とも呼べるメニューでもある。創業期の価格は380円。すかいらーくグループのセントラルキッチンで作られた、オージービーフ使用のハンバーグ用パティが使われる。このハンバーグパティ（以下、パティ）はチルド0 - 5℃で冷蔵保冷され、作りたての風味を冷凍加工で損なうこともなく鮮度・品質を重視し、グループ会社の配送会社・ジャパンカーゴによるチルド対応トラックでの配送を行う、自社一貫体制のシステムを持つすかいらーくグループの強みでもある。
目玉焼きハンバーグは、150gのバーグをグリドル調理器でパティを表・裏の表面を軽く焼き上げた後、鉄板に乗せオーブン内部でベルトコンベアーがゆっくり流れて焼き上げるコンベアオーブンで焼き上げる。ドミソースもすかいらーくの自前工場「セントラルキッチン」で下味加工され、湯煎で温められたドミソースを熱々の鉄板にかけ、グリドル調理器でエッグリングを使用し焼き上げた目玉焼きと付け合わせポテトを添え、提供されている。すかいらーく創業時に提供していたハンバーグステーキは、ガスト創業時の目玉焼きハンバーグと同じ価格380円（税抜）で提供されていたが、2008年12月にガストは原材料価格の高騰などから、目玉焼きハンバーグを399円（税抜）に値上げした。
その後も設備を充実させる際に製法こそ変更されたものの長らく提供されていたが、2016年にはてりたまハンバーグ（549円〈税抜〉）の導入に伴い、メニューから消滅した。
2020年11月下旬のグランドメニュー改定でてりたまハンバーグの提供が終了し、ドミソース仕様のデミたまハンバーグ(税抜599円〈税込659円〉)を導入。事実上の値上げ復活となった。
2023年11月16日のグランドメニュー改定で「鉄板目玉ハンバーグ」に商品名が変更され、ソースが6種類の中から選べるようになった。2025年3月現在、660円〜740円（税込・店舗によって価格が変動）で提供されている。

#### きのこ雑炊

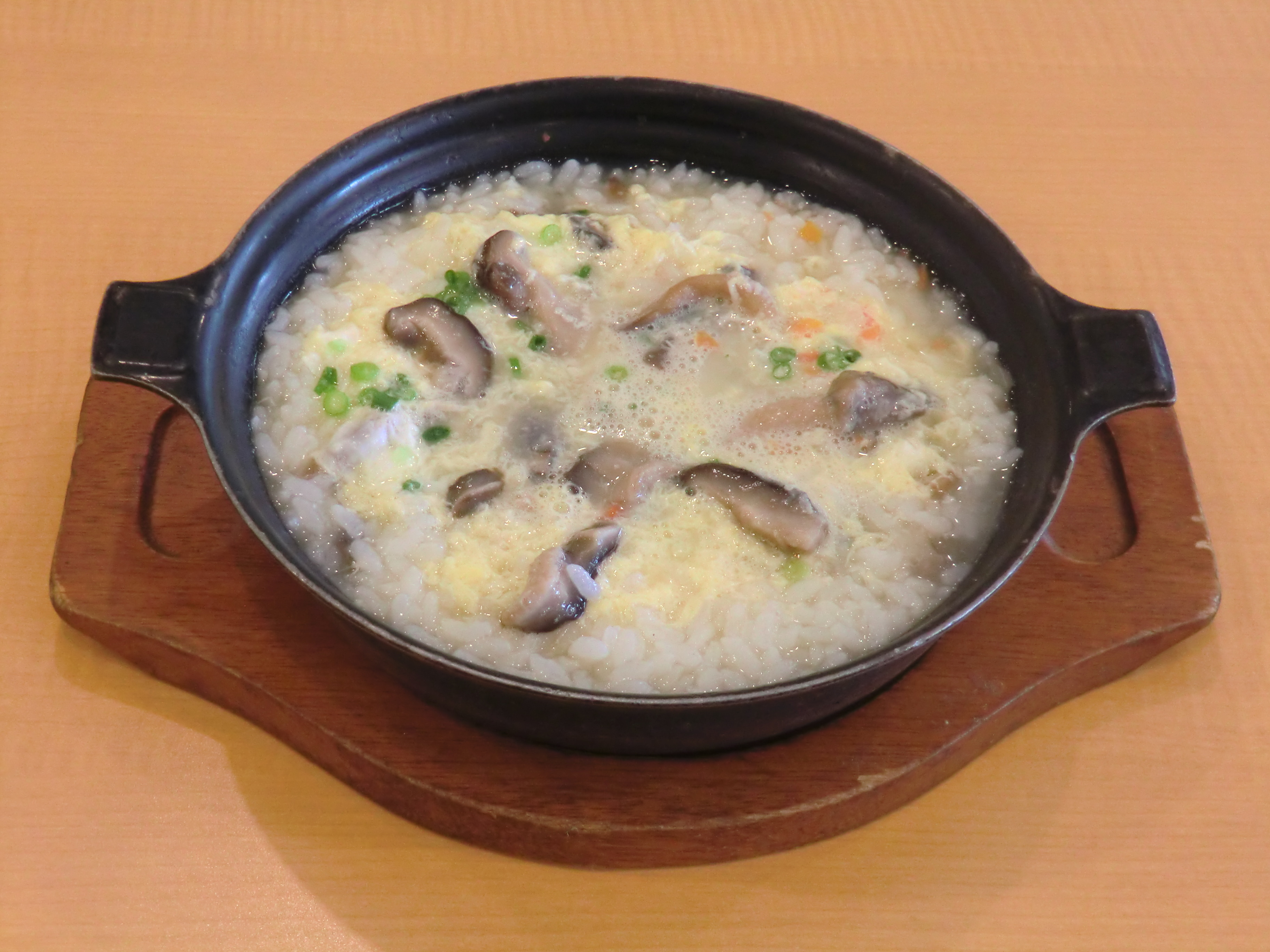
きのこ雑炊

1980年代のすかいらーく全盛期からの人気メニュー。ガストでも創業期から導入された。
きのこ雑炊のだし汁パックには、セントラルキッチンにて下味を加工したうえで配送されてきたものが使用されている。鉄製キャセロールの器に入れて加熱処理し、ライスを規定量入れて沸騰後に溶き卵を入れ、半熟の状態に仕上げられている。
幅広い年齢層に支持されて長らく定番メニューとなっていたが、2019年のリニューアルの際に具材にエビが追加されて「海老ときのこの雑炊」となったため、本来のきのこ雑炊は消滅した。
2020年11月のグランドメニュー改定で、海老ときのこの雑炊の提供が終了し、雑炊メニューが消滅した。

#### ドリンクバーからプレミアムカフェへ

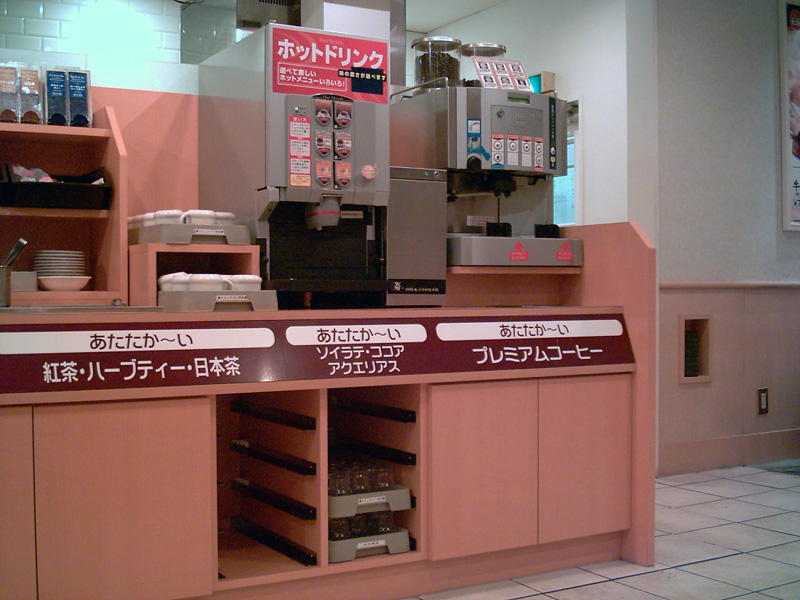
プレミアムカフェ

創業期から基本的なコンセプトは変わらず、セルフ方式で利用出来るドリンクバーはファミリーレストラン事業者へ普及させた先駆者として、品質アップや挽きたてコーヒーマシンの導入などを実施してきたが、新たな取り組みとして2005年、順次店舗がリニューアルされ「プレミアムカフェ」の名称を使用したグレードアップした進化型のドリンクバー提供を全店で始めている。コーヒー豆も高品質なアラビカ種100%に変更、12種類のアラビカ種ブレンドの挽きたてプレミアムコーヒーが利用出来る。専用エスプレッソマシンの導入や100%オレンジジュースの提供、日替わりで提供する冷茶など、競合店ドリンクバーとの差別化を意識した変更を実施している。

### デリバリー・テイクアウト部門の強化

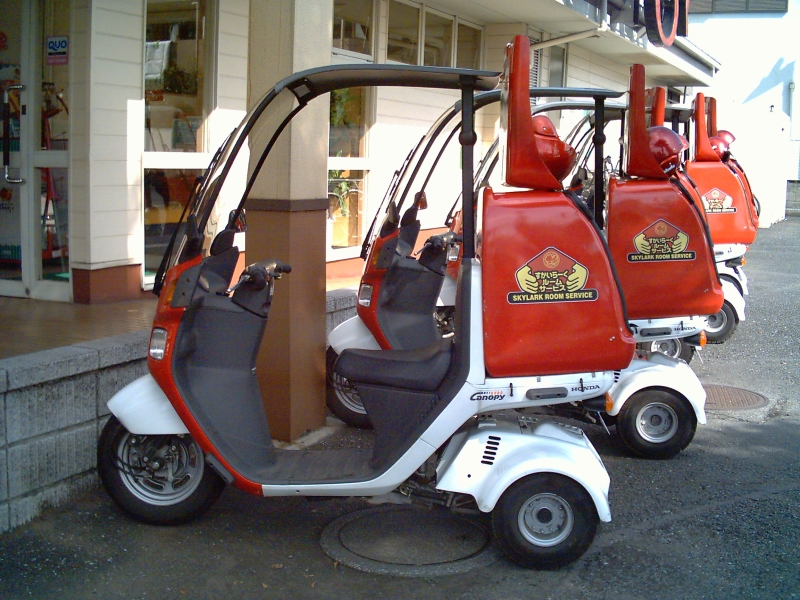
ルームサービス用宅配バイク（2006年9月10日）

ガスト・バーミヤン・しゃぶ葉のチェーン店でデリバリー業態の「ルームサービス」を実施している。宅配料金は無料で、1,500円以上（時間帯により1,000円以上）からの注文から受け付けている。テーブルサービスレストランを利用しないユーザー向けに、より手軽にレストランの味を提供する目的で価格帯もコンビニエンスストアの弁当価格を意識した手頃な価格帯から、手の込んだレストランメニューまで幅広く用意されている。
「ルームサービス」ではホームページまたは自宅へポスティングされたメニューチラシで利用客が電話注文を行う。初回利用時に無料の会員登録を行えば、次回利用時から簡略化した注文が可能となる。デリバリー用に開発した回収不要な容器を使うため、店内のメニューとは違う専用メニュー・一部アレンジを変えてのメニュー構成となっている。ルームサービス宅配時間は午前10時から午後11時30分まで受け付けている（一部の注文地域では時間の短縮あり）。
デリバリー対応店舗には専用宅配バイクが5台前後、店舗によっては宅配専用の軽乗用車が1 - 2台程度用意され、専用の運転手を採用し空き時間などは店内の洗い場、清掃作業、宅配エリアへのメニューチラシのポスティング作業や事業所訪問、店内フロアかキッチンのうち一つを希望してその仕事を行う。

### 中期5か年計画事業計画とM&A
2004年度に発表した中期5か年計画の主な事業目標では、グループ売上高を2009年度までに1兆円企業体を目指すことが記された。M&A戦略を今後も積極的に実施し、既存のすかいらーくグループ部門で約5,500億円、残りの部分をM&Aによる買収した傘下企業体との相互効果で「成長」があっての予測値ではあるので、今後MBOを実施してまで進める不採算部門の閉店・事業転換の成否が他の大手外食産業に注視された。
テーブルサービスレストラン事業
テーブルサービス部門は成長しきった市場で今後のマーケット拡大が厳しいと判断しているが、好調なイタリアン業態部門（グラッチェガーデンズ）を筆頭に更なるブラッシュアップを図る。
中食事業
ごはんや八福、フロプレステージュなどのグループ企業の中で成長が期待されている中食部門を更に強化し、中食部門の競合他社に打ち勝つメニュー開発・商品力のアップを図る。
クイックサービス事業
Sガスト、SバーミヤンなどSpeedを意味するSを付与し都心部で成長著しいクイックレストラン部門の更なる強化、ドミナント出店を今後も精力的に続ける。

### チャイナCaféガストの展開
2009年1月14日、バーミヤンよりも客単価が100円ほど安く、サラダなどの洋食も扱うチャイナCaféガストを展開することを発表。一部のバーミヤン店舗を転換し、同年3月12日に鹿児島に1号店を出店。その後、同年12月、チャイナガストとしてリニューアルしている。

### から好し in ガストの展開
2020年ごろから、同じすかいらーくグループのから揚げ専門店であるから好しとの複合業態を一部店舗で開始している。メニューの拡大による新規客層の開拓や、新型コロナウイルスによる巣ごもり需要で店内飲食客が減る中、テイクアウトに強いから好しを導入してテイクアウト志向の客を呼び込むことを狙っている。店舗では店内飲食メニューとしてから揚げ単品や定食を展開し、テイクアウトでは単品と弁当を展開している。

## むさしの森珈琲
2015年3月に傘下のニラックスが、日本初のすかいらーく系列の珈琲店「むさしの森珈琲」1号店を横浜市南区六ツ川にオープンした。従来すかいらーくが運営していたおはしカフェ・ガストを改装し業態変更したもの。
都心のカフェはコンビニエンスストアのコーヒーに押されがちだが、郊外では女性やシニアに食事メニューやサービスを充実させた「珈琲店」が人気を呼んでおり、その流れに乗ったもので、店舗面積は約300㎡。30～50代女性を主なターゲットとし、ソファを置いて長時間滞在客を想定している。1杯580円（税抜）のコーヒーを数種類と400円の「ブレンド珈琲」を用意し、従来のファミリーレストランのドリンクバーとの違いを演出、さらに食事ではパンケーキ、サンドイッチなど女性好みのメニューを充実させ朝食メニューも強化。1号店の目標年商はガストよりも50％多い1億7000万円。午後の想定客単価を1,000円とガストよりも高く設定するとともに、客の滞在時間を長めに設定し、食事やデザートの注文の増加を狙う。

## 現在展開しているチェーン店
株式会社すかいらーくレストランツ
- ガスト
- バーミヤン
- しゃぶ葉（しゃぶよう[54]）
- ジョナサン
- 夢庵
- ステーキガスト
- から好し
- むさしの森珈琲
- 藍屋
- グラッチェガーデンズ
- 魚屋路
- chawan
- La Ohana
- とんから亭
- ゆめあん食堂
- 三〇三
- 八郎そば
- 桃菜
- 包包點心
- 點心甜心

ニラックス株式会社
- グランブッフェ
- ブッフェエクスブルー
- フェスタガーデン
- くし葉
- ペルティカ

株式会社トマトアンドアソシエイツ
- トマト&オニオン
- じゅうじゅうカルビ

株式会社フロジャポン
- フロプレステージュ - フランス料理を基本とした、洋菓子・洋惣菜を提供する。

株式会社資さん
- 資さんうどん

## 過去に存在したチェーン店

### 洋食
- すかいらーく
- すかいらーく2 - すかいらーくの郊外型高級レストラン。1983年6月18日、東京都小平市小川町にマツダ・フォードの自動車ディーラー「オートラマ武蔵野 小平店」との複合施設として1号店を開店した。外食産業のターゲット層であるヤング層やファミリー層がオートラマがねらう客層と重なるため双方の売り上げ増加を狙った。両社共通のテイストであるオールドアメリカンスタイルの2階建て建物であり、1階のオートラマ店内を通って2階のすかいらーくに向かう設計となっていた[55][56]。撤退時期不明。
- スカイラークグリル - ミドル世代をターゲットとしたローストビーフやオムレツなどを主力商品としたレストラン。1995年9月に1号店となるスカイラークグリル三鷹牟礼店を東京都三鷹市のすかいらーく三鷹牟礼店を業態転換し開店[57]。1996年すかいらーくとガストの不採算店96店舗(すかいらーく51店、ガスト45店)をスカイラークグリルに転換[58]。2002年9月に残っていた5店舗を低価格イタリア料理店のグラッチェガーデンズに転換し、運営から撤退[59]。
- ハンバーグガスト
- チャイナカフェ・ガスト - ガストが扱うハンバーグメニューとバーミヤンの扱う中華を組み合わせて販売していた店舗業態。2009年3月11日に鹿児島県に1号店を開店し、同月14日に広島県内のバーミヤン1店舗を転換させて展開を開始[60]。撤退時期不明。
- おはしカフェ・ガスト
- どんぶりガスト - 低価格のどんぶりものを販売していた店舗業態。2011年4月に1号店及び実験店となるどんぶりガスト甲府アルプス通店を山梨県甲府市に開店[61]。撤退時期不明。
- Sガスト - ガストの小型店舗。2001年に1号店となる赤坂店を開店したが、2020年7月5日に最後の店舗であった神奈川県横浜市の日吉店が閉店し、全店舗の営業を終了[62]。
- Sバーミヤン - バーミヤンの小型店舗。2001年に展開を開始したが、提供時間の遅れなどの影響から来店客が減少し、2008年に全店舗を閉鎖し消滅[63]。
- ジェイズガーデン
- カーニバルグルメ - バイキング方式を導入していた店舗業態。1999年4月にバイキング方式を導入していたスカイラークガーデンズ、ガストなどの店名をカーニバルグルメに統一した。バイキング自体は1997年4月に実験店を東京都青梅市のスカイラークガーデンズ東青梅店で開始[64]。1999年12月にはカーニバルグルメ2店舗をガストに業態転換[65]。1999年12月には残っていた14店舗の運営をニラックスに移管[66]。
- ジョナサンブレッド - ジョナサンにベーカリー部門を併設した店舗業態。2003年秋にジョナサンブレッドの実験店を埼玉県新座市に開店し、2004年11月には2号店の下赤塚店を東京都練馬区に出店。60種類を超えるパンの持ち帰りと5種類のパンをレストラン部門で販売していた[67]。撤退時期不明。
- シェフズガーデンズ - スカイラークガーデンズが扱う料理と豊富なワインや紅茶、パンを扱っていた店舗業態。1998年6月に実験店を東京都世田谷区の玉川高島屋に開店し他所、好調だったため、1998年12月10日に1号店と2号店となる六本木店と青山ベルコモンズ店を東京都港区に開店[68]。
- オープンセサミ - 持ち帰り洋風弁当の販売や宅配を行っていた業態。1987年3月に1号店を開店し、1988年時点で13店舗を運営[69]。1989年から店舗の運営を1989年2月28日に設立したボンサンテ(本社・東京都武蔵野市)に移譲[70]。1993年に店名と業態を洋風総菜を扱うマルコ・デ・ポロに転換し、オープンセサミの運営から撤退[71]。
- アババ - 1988年10月1日に全額出資で運営会社のアババ(本社・東京)を設立。クロワッサンに野菜類や惣菜を挟んだロールイッチを目玉商品とした[72]。1988年12月にタカラ（後のタカラトミー）が東京都原宿の竹下通りに開設したタカラ原宿人気館内にアババの1号店を開店[73]。1993年にアババの店名及び業態をすかいらーくが運営しているデリカテッセン（洋風総菜）のマルコ・デ・ポロに統合[74]。

### ファストフード
- ビリージーン - 1983年12月10日、すかいらーくは東京都原宿にファストフード店のビリージーンの1号店を開店[75]。1986年9月時点で、5店舗を運営していたが[76]、1988年9月19時点で最後の店舗となった吉祥寺店は1989年中に閉店または業態転換し、ビリージーンの営業から撤退。撤退の原因として、当時、すかいらーくの横川専務は、「ローストビーフが日本国民になじみが薄かったこと、サービス方法や立地開発の研究不足、価格を下げるための商品開発力が欠けていたこと」を挙げている[72]。
- ドナシェリー - パンの中にソースを入れた食べ物の専門店。中心メニューはカーリーバンズと呼ばれるパンの中に肉・野菜・魚介類を煮込んだソースを入れたファストフード。1984年1月に東京都荻窪にファストフード店のドナシェリーの1号店を開店。1984年4月26日に2号店となるドナシェリー梅島店を東京都足立区梅島に開店[77][78]。1985年9月、ドナシェリーの店舗展開を断念及び運営していた2店舗を閉鎖し[77]、撤退[79]。
- カントリーファーム -
- マルコ・デ・ポロ - フライドチキンを販売する店舗業態。1989年にすかいらーくの子会社であるカントリーファームに伊藤忠商事が出資し、社名変更したすかいらーくフライドチキンが店舗運営を行う[80]。1989年9月3日に1号店となる渋谷店[81]を東京都渋谷区に開店[82]。1994年には新会社のビルディを設立し、サンドイッチやカレーの弁当販売店としてFC展開を開始[83]。

### 和食
- 蕎麦割烹夢庵
- 焼肉ほたる苑
- ビルディ
- ごはんや八福 - すかいらーくが運営していた和食に特化した惣菜店。2002年11月に1号店を神奈川県厚木市に開店し、2号店を千葉県柏市内のイオン系食品スーパーであるマックスバリュ内に開店[84]。一時約30店舗運営していたがコンビニエンスストアの惣菜と競合するなど業績が悪化し、2007年2月から各店舗を閉店させ、同年5月に全店舗が閉鎖。閉鎖した店舗の一部は同社のうどんや定食を販売するまんぷく食堂に業態展開[85]。
- デリカ八福
- ナイトバーズ - 株式会社ニラックスが2006年6月から出店を開始したステーキレストランチェーン[86]。
- かつ久（かつきゅう） - すかいらーくが運営していたとんかつ店。2016年8月5日に1号店となるかつ久大和鶴間店(神奈川県大和市)を開店[87]。撤退時期不明。
- さぬき小町うどん - フォー・ユーから事業譲渡された讃岐うどん店

### 各国料理
- イエスタディ - 団塊世代をターゲットとした高級レストラン。
- TAGIO - パスタや魚介類を扱う地中海料理店。1983年10月にすかいらーく東伏見店(昭和52年開店)を業態転換させ、1号店となる店舗を東京都保谷市(現・西東京市)に開店。店名は、映画主人公のイタリア人少年の名前に由来する[88]。1986年4月、すかいらーくはTAGIOの営業から撤退[76]。
- スカイラークガーデンズ - イタリア料理を扱っていた店舗業態。2005年1月に子会社のジョナサンに事業が譲渡[89]。
- フロ - 高級フランス料理店。運営はすかいらーくとフランスのレストラン運営会社フログループが共同で1987年10月に設立した子会社のフロジャポン[90]。1989年7月に1号店のフロ表参道を東京都表参道に開店し、翌年7月に2号店のフロ南青山を東京都南青山に開店[91]。1999年2月にフランス料理店のフロ表参道店(東京都渋谷区.1988年開店)をカーニバルグルメに業態転換させ[92]、1999年12月にロシュフォールに店名を変更し再びフランス料理店となった[66]。

## グループ企業

### レストラン事業
国内
- すかいらーくレストランツ
- ニラックス
- トマトアンドアソシエイツ
- 資さん

海外
- 雲雀國際股份有限公司 - 台湾
- SKYLARK MALAYSIA SDN.BHD. - マレーシア
- SKYLARK USA INCORPORATED - アメリカ合衆国
- Createries Consultancy Sdn. Bhd. - マレーシア（ムスリム向け）

### その他
- フロジャポン - 商業施設内及び駅構内のケーキ・惣菜販売事業
- すかいらーくD&M - 店舗清掃・保守、売店商品納入など
- ジャパンカーゴ - 運送事業

### 過去のグループ企業
- バーミヤン - 1999年7月付で吸収合併
- 藍屋 - 2000年7月付で吸収合併
- ジョナサン - 2012年1月1日付で吸収合併[93]
- 小僧寿し本部 - 2012年2月付で資本業務提携を解消

## 不祥事
- 食中毒の発生
  - 2000年9月、神奈川県・埼玉県・山梨県・静岡県の「夢庵」5店舗でO-157による食中毒が発生。
  - 2011年8月31日、東北地方・北海道・栃木県の各保健所管内の「ガスト」で細菌性赤痢による食中毒が発生、客14人が発症。これを受け同社では120店を営業自粛した。
- 非正規雇用の契約店長が過労死
  - 2008年、埼玉県久喜市の「すかいらーく」店舗の男性店長（30代）が脳出血で死亡、春日部労働基準監督署に過労死として労災認定された[94][95]。同社では、2004年8月にも男性店長（40代）が過労死している[94]。
- 冷凍食材の不衛生な場所での解凍
  - 2020年、福岡県北九州市のガスト店舗で冷凍ハンバーグが可燃ごみ箱の上で自然解凍されていたこと、また佐賀県唐津市のガスト店舗でも冷凍ピザをプラスチック箱ごと地面に置いて自然解凍していたことが、翌2021年5月に発覚しマスコミで報道された[96]。
- ガスト店内で店長とパート女性が不倫行為
  - 2021年、東京都内のガストの店舗マネージャーとパート主婦（共に30代）が不倫関係となり、店内の客席で複数回にわたり性行為に及んでいたことが判明。コロナ禍による緊急事態宣言発令下の時期で営業時間が短縮される中、閉店後の店内で行為を繰り返しており、翌2022年に発覚しマスコミで報道された[97]。
- 労働時間5分未満を切り捨てで賃金未払い
  - 2022年6月、すかいらーくホールディングスがアルバイト・パートの労働時間を5分未満切り捨てで賃金計算していたことが判明。過去2年分の未払い賃金は約16億円から17億円に及び、同社はこれを遡及して支払うとともに、翌7月からは1分単位の計算に改めるとしたた[98]。
- ジョナサン店長のパワーハラスメントによる従業員肋骨骨折事件
  - 2022年に発覚したこの事件では、被害者の訴えに対し、すかいらーくホールディングスが会社ぐるみでの黙殺・隠蔽を図ったことも問題視され、事件が大きく報道されると同社は公式サイトに謝罪文を掲載した[99]。詳細は当該記事を参照。